# Lygropia disarche
Lygropia disarche là một loài bướm đêm trong họ Crambidae.